# (4208) Киселёв
(4208) Киселёв (лат. Kiselev) — типичный астероид главного пояса, открыт 6 сентября 1986 года американским астрономом Эдвардом Боуэллом на станции Андерсон-Меса и 11 марта 1990 года назван в честь астронома Николая Киселёва.

## Обнаружение и именование
(4208) Киселёв
Открыт 6 сентября 1986 года в Флагстаффе Э. Боуэллом.
Назван в честь заведующего отделом Астрофизического института Таджикской академии наук в Душанбе Николая Николаевича Киселёва, выдающегося наблюдателя звёзд, комет и малых планет. Киселёв провёл работу, результатом которой стало открытие ряда эффектов рассеяния света в атмосферах комет. Был руководителем советской программы поляриметрических и фотометрических наблюдений кометы Галлея и являлся одним из инициаторов современных исследований малых планет в Советском Союзе. Под его руководством была построена обсерватория Санглок — объект Астрофизического института для наблюдения за тёмным небом. Цитата подготовлена Д. Ф. Лупишко по просьбе первооткрывателя.
Оригинальный текст (англ.)4208 Kiselev
Discovered 1986-09-06 by Bowell, E. at Flagstaff.
Named in honor of Nikolaj Nikolaevich Kiselev, department head at the Astrophysical Institute of the Tadjik Academy of Sciences, Dushanbe. A preeminent observer of stars, comets and minor planets, Kiselev has carried out work that resulted in the discovery of a number of light-scattering effects in cometary atmospheres. He was leader of the Soviet program of polarimetric and photometric observations of Comet Halley and is one of the initiators of modern investigations of minor planets in the Soviet Union. Under his leadership the Sanglok Observatory, dark-sky site of the Astrophysical Institute, was built. Citation prepared by D. F. Lupishko at the request of the discoverer.
Источники: DISCOVERY.DB; M.P.C. 16044.

## Орбита

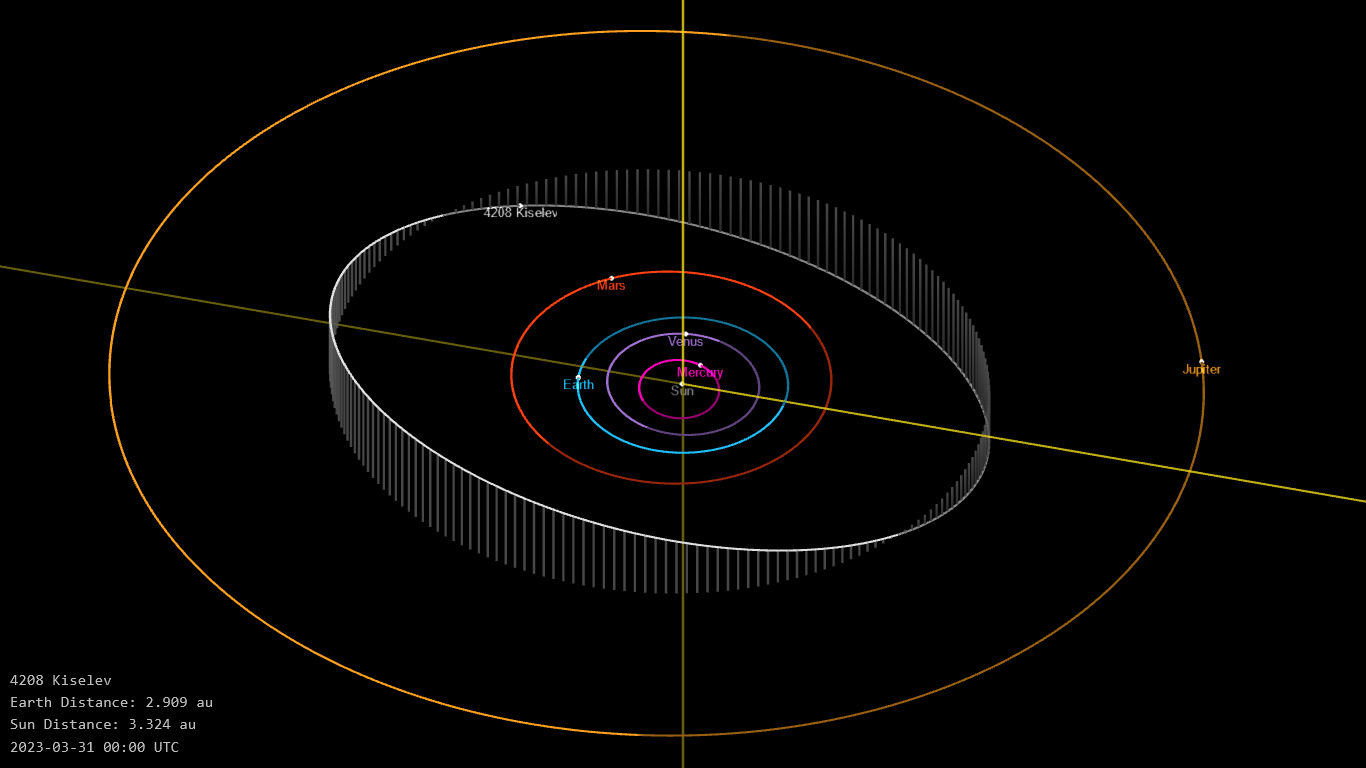
Орбита астероида Киселёв и его положение в Солнечной системе

## Физические характеристики
Астероид относится к таксономическому классу CX.
По результатам наблюдений в инфракрасном диапазоне спутника Akari и наблюдений в видимом и ближнем инфракрасном диапазоне космического телескопа NEOWISE диаметр астероида сначала оценивался равным 32,58±1,17 км, позже — 28,43±7,01 км, 34,01±8,78 км и 30,413±0,651 км. Согласно тем же источникам альбедо оценивается как 0,038±0,003, 0,07±0,03, 0,04±0,02 и 0,058±0,011.